# Michiyo Tsujimura
Michiyo Tsujimura (辻村みちよ?  17 de septiembre de 1888 – 1 de junio de 1969) fue una científica agrícola japonesa y bioquímica cuya investigación se centró en los componentes del té verde. Fue la primera mujer en Japón en recibir un Doctorado en agricultura.

## Biografía
Tsujimura nació en 1888 en lo que actualmente es Okegawa, en la Prefectura de Saitama. Asistió a la escuela Superior de Mujeres de la Prefectura de Tokio, graduándose en 1909, y a la División de Ciencia en la Escuela Superior de Mujeres de Tokio. Allí su maestro fue el biólogo Kono Yasui, quien inspiró en Tsujimura el interés por la investigación científica. Se graduó en 1913 y se convirtió en profesora en el Instituto para Mujeres de Yokohama, en la Prefectura de Kanagawa. En 1917 regresó a la Prefectura de Saitama para ser profesora en la Escuela Superior de Mujeres de Saitama.
La carrera de investigación de Tsujimura comenzó en 1920 cuando se unió a la Universidad Imperial de Hokkaido como ayudante de laboratorio. En ese momento la universidad no aceptaba estudiantes féminas, así que Tsujimura trabajó en un puesto no remunerado en el Laboratorio de Nutrición Alimentaria del departamento de Química Agrícola de la universidad. Allí investigó sobre la nutrición de los gusanos de seda antes de cambiarse al Laboratorio Químico Médico de la Facultad de Medicina de la Universidad Imperial de Tokio en 1922. El laboratorio quedó destruido en el gran terremoto ocurrido en 1923, así que se fue al instituto de investigación de Ciencias Naturales de Japón, RIKEN, como estudiante de investigación en octubre de 1923. Trabajó en el laboratorio de Umetaro Suzuki, un Doctor en agricultura, e investigó sobre química nutricional. Tsujimura y su colega Seitaro Miura descubrieron la vitamina C en el té verde en 1924, y publicaron un artículo titulado "La Vitamina C en el Té Verde" en la revista Biociencia, Biotecnología, y Bioquímica. Este hallazgo contribuyó a un aumento de las exportaciones de té verde a Norteamérica.
En 1929, Tsujimura aisló la catequina, un flavonoide, del té verde. Extrajo el tanino en forma de cristal del té verde en 1930. Su tesis sobre los componentes del té verde, titulada "Sobre los Componentes Químicos del Té Verde", le hizo conseguir el doctorado en agricultura en la Universidad Imperial de Tokio en 1932, haciéndole la primera mujer en Japón en conseguir ese grado. Fue aislando la galocatequina del té verde en 1934 cuando registró una patente con su método de extracción de cristales de vitamina C de las plantas en 1935. Promocionó a la función de investigadora júnior en RIKEN en 1942 y después a la posición de investigadora en 1947, para después convertirse en profesora en la Universidad de Ochanomizu cuándo se fundó en 1949. Fue profesora en la escuela Superior de Mujeres de Tokio desde 1950 y fue la primera decana de la Facultad de Economía Doméstica.
Tsujimura se jubiló de la Universidad de Ochanomizu en 1955, pero continuó dando clases a tiempo parcial hasta 1961. Fue profesora en la Universidad de Mujeres de Jissen en Tokio de 1955 a 1963, cuando fue reconocida como profesora emérita. Le otorgaron el Premio de Ciencia Agrícola de Japón en 1956 por su investigación sobre el té verde y le otorgaron la condecoración de la Orden de la Preciosa Corona, Cuarta Clase, en 1968. Murió en Toyohashi el 1 de junio de 1969 a la edad de 81 años.